# Pierre de Cambry

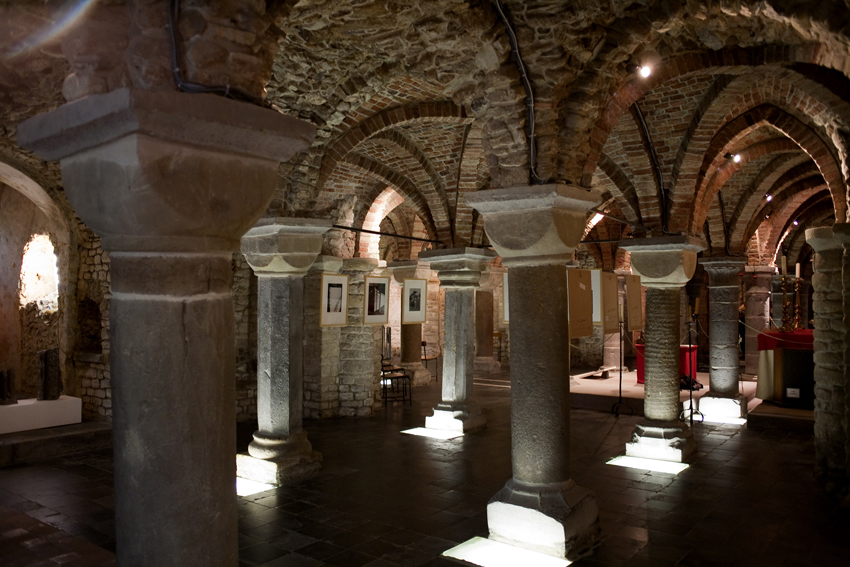
Sint-Hermeskerk in Ronse waar Pierre de Cambry kanunnik was

Pierre de Cambry (Doornik, begin 17e eeuw – 2e helft 17e eeuw) was een jurist, kanunnik en schrijver in de Spaanse Nederlanden.

## Levensloop
Pierre de Cambry studeerde af als jurist en priester aan een niet nader bekende universiteit. Cambry werd vervolgens kanunnik van het kapittel van Onze-Lieve-Vrouw van Doornik (1635). Het Doornikse lag in het graafschap Vlaanderen en, breder genomen, in de Spaanse Nederlanden. Het is tijdens zijn periode in Doornik dat hij zijn werken schreef. Negen jaar later (1644) werd hij kanunnik in Ronse, namelijk in het kapittel van Sint-Hermes. Hij bleef er kanunnik tot hij ontslag nam in 1671. Nadien wenste hij geen prebenden als kanunnik meer.

## Boeken
Vier boeken zijn van hem bekend. De oorspronkelijke taal van zijn eerste 3 werken was het Latijn; later volgden meerdere Franse vertalingen, uitgegeven in Doornik tijdens zijn leven en nadien. Zijn 4e en laatste werk schreef hij meteen in het Frans.
- Oeconomia Principum[3][4] (1656)

Dit werk behandelt het huishouden, of de hofhouding, van een edelman. Cambry beschrijft voor elk van de personeelsleden wat hun taken zijn. Zo moet de maître d'hôtel bijvoorbeeld instaan voor het uitbetalen van al de personeelsleden en de tucht verzekeren. De maître d'hôtel moet ook lakeien opleiden en de kast met jampotten in het oog houden. Andere jobs zijn bijvoorbeeld deze van livreiknecht en van wasvrouw. Hij raadde ook aan wanneer de edelman zijn verblijf had op het platteland om een bakker in dienst te nemen. Het was immers te duur om regelmatig naar de stad te reizen om brood te kopen. Indien de edelman op zijn hôtel of stadspaleis was, hoefde hij geen bakker in dienst te hebben.
- Oeconomia Ecclesiasticorum[5][6] (1656)

Dit werk behandelt hoe een priester zich moet gedragen in het dagelijkse leven. Naast instructies over het bidden geeft Cambry ook adviezen hoe een priester dient te reageren bij een dronkaard, een dobbelsteenspeler of een vrouw.

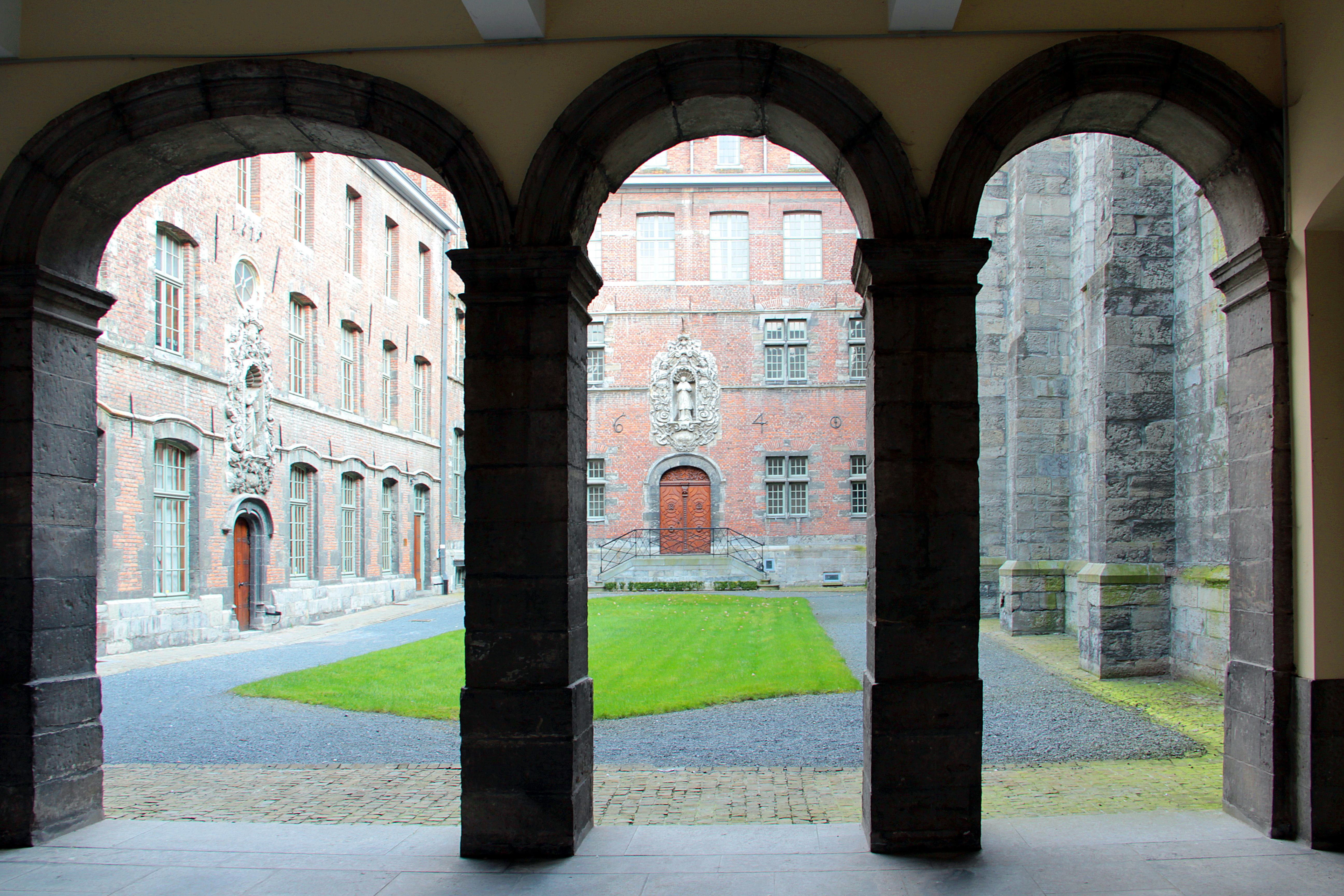
Voormalige abdij van Doornik waar zijn zus Jeanne verbleef (vandaag eigendom bisdom Doornik)

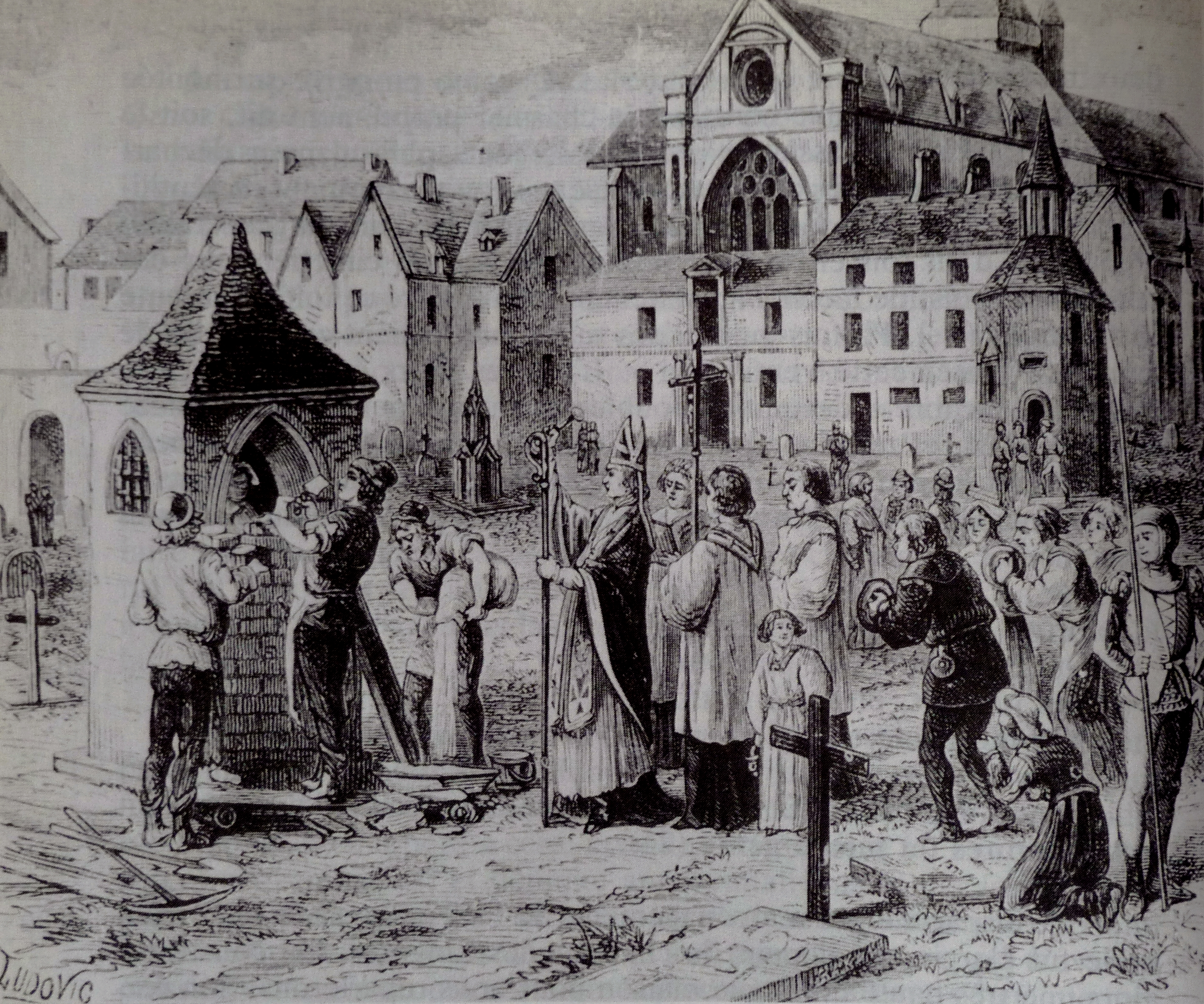
Prent van een vrouw die zich liet inmetselen (dit is geen prent over Jeanne de Cambry)

- Vita Vere Admirabilis Joannae de Cambry Cognatae Suae Germanae[7][8] (1659)

Over zijn zus Jeanne schreef hij een lovend levensverhaal, met als mogelijk doel een heiligverklaring vast te krijgen. Jeanne was een kloosterzuster in Doornik, de stad waar hij leefde. Zij behoorde tot de Augustinessenabdij van Saint-Nicolas-des-Prés. Zelf schreef Jeanne ook stichtelijke werken. Op een dag trok Jeanne weg uit Doornik. Ze liet zich inmetselen in een reclusoir of cel nabij de Sint-Andrékerk in Rijsel. Deze Sint-Andrékerk bevond zich aan de vestingmuren van Rijsel. Haar devies was Amor meux crucifixus es of (zich richtend tegen het kruisbeeld) "je bent mijn gekruisigde liefde". Een vrouw die zich liet inmetselen, voor korte tijd of voor jaren soms, werd in het Frans een recluse genoemd. Vandaar schreef hij over zijn zus als Jeanne la Recluse. Zijn zus is nooit zalig of heilig verklaard.
- Memoires de Féry de Guyon (onbekend jaar)

Over zijn grootvader aan moeders zijde schreef hij deze militaire memoires. Féry de Guyon was een commandant in de keizerlijke troepen van Karel V in de Zuidelijke Nederlanden, en na een pauze omwille van de Vrede van Cateau-Cambrésis (1659) in Spaanse dienst van Filips II. Cambry beschreef in dit boek hoe zijn grootvader als een razende te keer ging tegen de bedelaars, lees Geuzen, die kerken vandaliseerden in de streek van Ronse. Zijn grootvader vocht tijdens Oranjes eerste invasie doch hieraan besteedde Cambry in verhouding minder aandacht.

## Familie
De familie de Cambry vestigde zich in het Doornikse in de 15e eeuw. Het ging om een adellijke familie uit het graafschap Champagne. De ouders van Pierre de Cambry waren Michel de Cambry, heer van Moranghes en Louise dame de Guyon. Zijn moeder was het 9e kind van Féry de Guyon en van Jeanne de Saint-Raagon. Over deze grootvader aan moeders kant schreef hij een levensverhaal. De zus van Pierre de Cambry, Jeanne de Cambry, is het onderwerp in een ander levensverhaal.